# Banpaal in Schardam
De banpaal in Schardam is een hardstenen banpaal van de voormalige banne van Hoorn in het dorp Schardam. De banpaal is een rijksmonument en is op 22 augustus 1972 als zodanig ingeschreven in het monumentenregister. Om aan te geven dat het om het verbanningsgebied van Hoorn gaat, staat op de top de eenhoorn met het wapen van Hoorn. De hoorn van de eenhoorn wijst ook naar de stad.
De banpaal staat tussen de Noorder- en Zuidersluis in Schardam. Een vergelijkbare, maar oudere, banpaal staat op de Waligsdijk tussen Ursem en Avenhorn. Een derde paal staat voor het huidige politiebureau in Hoorn, dit betreft echter een replica.

## Uiterlijk
De banpaal bestaat uit een lage vierkante voet met daarop een taps toelopende pilaar. Op de top van de pilaar zit de eenhoorn van Hoorn, deze houdt het wapenschild van de stad vast. De eenhoorn is bordeauxrood van kleur. De hoorn en manen van de eenhoorn zijn bedekt met bladgoud. De eenhoorn kijkt in de richting van de stad Hoorn. Ook de hoorn op het schild is die kant op gedraaid, waardoor het heraldisch gezien niet het correcte wapen is. Alle vier de zijdes zijn opgedeeld in een boven- en onderstuk.
Aan de voor- en achterzijde van de pilaar bevindt zich een fantasieschild (cartouche) met daarop de hoorn van Hoorn, de hoorn komt aan de twee zijkanten terug, maar zonder schild. Onder de hoorns is het jaartal, ingekleurd met bladgoud, aangebracht.

## Afbeeldingen

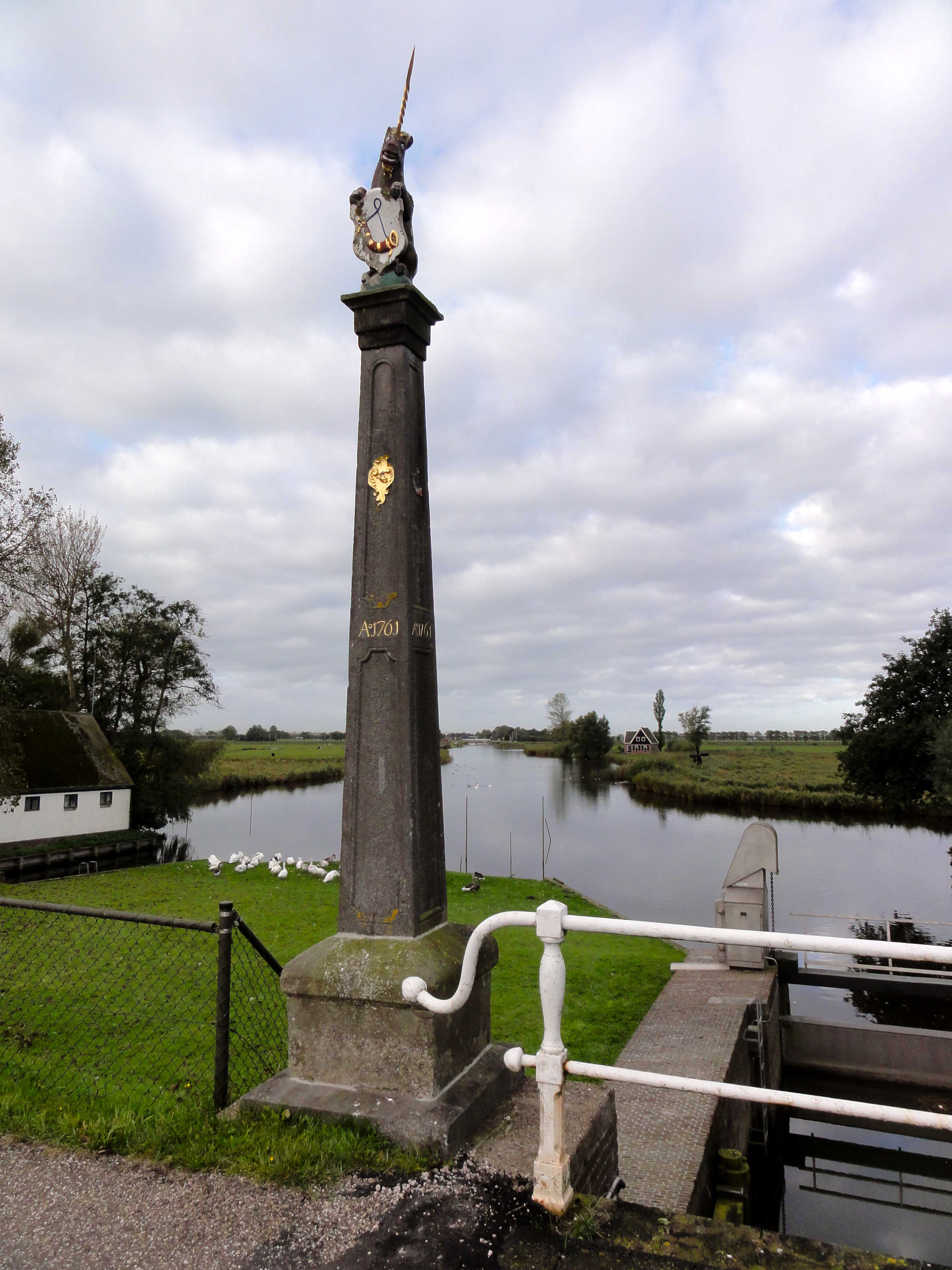
De banpaal
Het wapen van Hoorn, zoals het heraldisch correct is